# Fabrice Lokembo-Lokaso
Fabrice Lokembo-Lokaso, né le 31 octobre 1982 à Kinshasa, au Zaïre, actuellement République démocratique du Congo, est un footballeur belge d'origine congolaise. Il évolue au poste de milieu de terrain gauche du début des années 2000 au début des années 2010.
Formé au Sporting Chaleroi, il joue ensuite au Maccabi Petach-Tikva, et dans les clubs chypriotes de l'Énosis Néon Paralímni, de l'Olympiakos Nicosie, et de l'AEK Larnaca. Il met un terme à sa carrière au Football Couillet-La Louvière en 2011.

## Biographie
En juillet 2016, il est condamné à dix mois de prison ferme par le tribunal de Dunkerque, pour avoir tenté d'aider dix migrants à rejoindre l'Angleterre.